# Estação Verdaguer

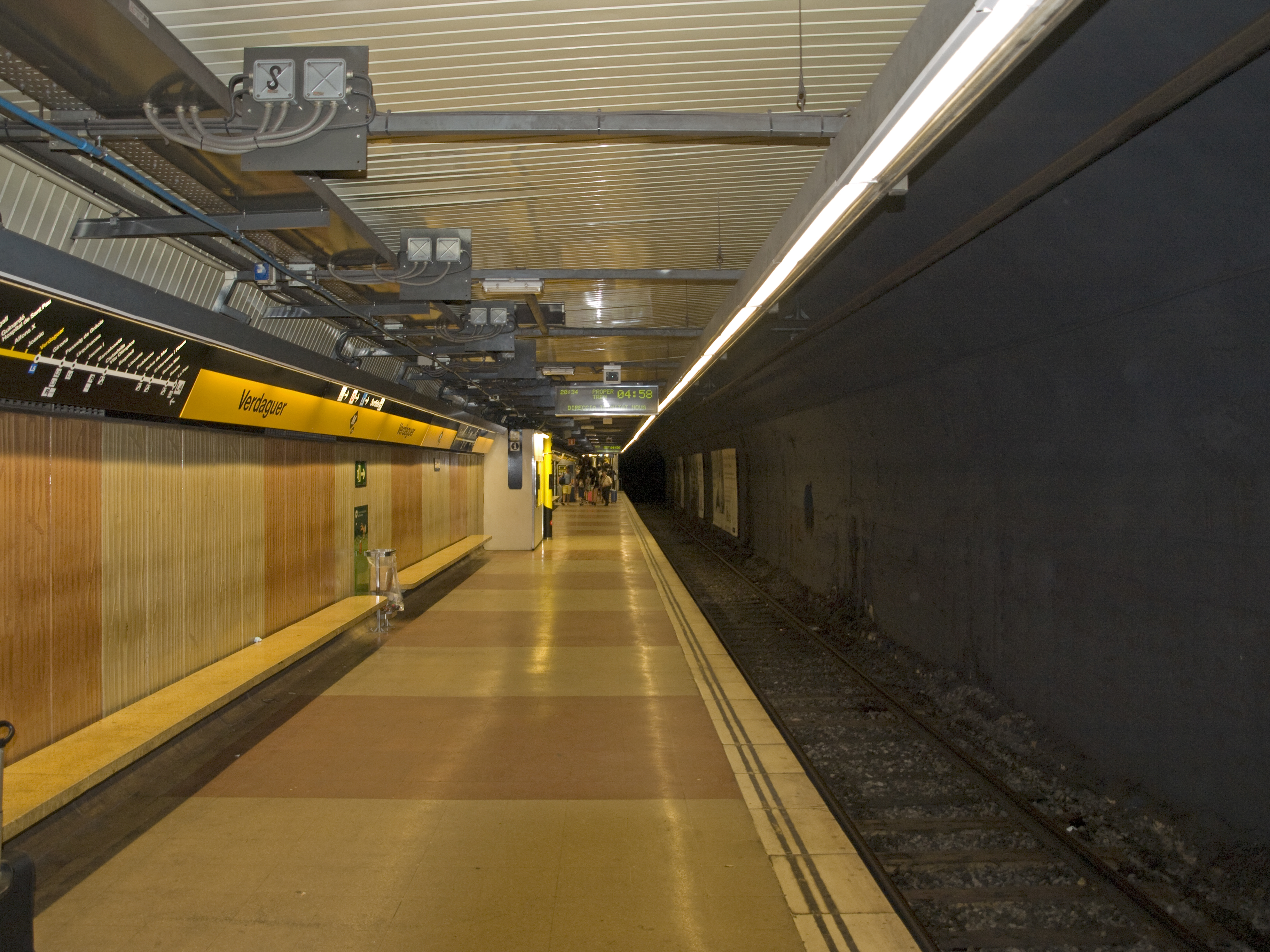
Estação Verdaguer, Linha 4

Verdaguer é uma estação das linhas Linha 4 e Linha 5 do Metro de Barcelona.

## História
A estação foi inaugurada em 1970, devido à ampliação da linha 5, com nome de General Mola. Em 1973, entrou em serviço a parte da linha 4.
Em 1982 mudou o nome para Verdaguer, em honra do escritor Jacint Verdaguer.

## Facilidades
- escada rolante;
- acesso a linha para telefone celular.